# Ștefan Berariu
Ștefan-Constantin Berariu (* 14. Januar 1999 in Dumbrăveni, Kreis Suceava) ist ein rumänischer Ruderer und Vizeweltmeister im Vierer ohne 2019 sowie Olympiazweiter 2021.

## Karriere
Berariu startete 2016 zusammen mit Florin-Sorin Lehaci, Marius-Bogdan Moraru, und Constantin-Cristi Hirgau im Vierer ohne Steuermann bei den Junioren-Europameisterschaften, wo sie die Silbermedaille gewannen. Bei den Junioren-Weltmeisterschaften wurde er Weltmeister im Vierer ohne zusammen mit Cosmin Pascari, Mihăiță-Vasile Țigănescu, und Constantin-Cristi Hirgau. Ein Jahr später wechselte er in den Zweier ohne Steuermann und gewann zusammen mit Florin-Sorin Lehaci den Titel bei den Junioren-Europameisterschaften 2017. Im August gewannen die beiden die Silbermedaille hinter den Kroaten bei den Junioren-Weltmeisterschaften. Im September gingen die beiden zusammen mit Bogdan-Sabin Băițoc, Ciprian Huc und Adrian Munteanu im Vierer mit Steuermann bei den U23-Europameisterschaften an den Start. Die fünf Rumänen konnten vor dem Boot aus der Ukraine die Goldmedaille gewinnen.
2018 wechselte er wieder in den Vierer ohne zusammen mit Mihăiță-Vasile Țigănescu, Cosmin Pascari und Ciprian Huc. Gemeinsam gewannen sie die U23-Weltmeisterschaften, die Europameisterschaften, belegten den 5. Platz bei den Weltmeisterschaften und gewannen bei der U23-Europameisterschaft.
Im Jahr 2019 belegte er den 9. Platz im Vierer ohne bei den Europameisterschaften. Anschließend feierte er den bisher größten Erfolg seiner Karriere, als er gemeinsam mit Mihăiță-Vasile Țigănescu, Mugurel Vasile Semciuc und Cosmin Pascari im Vierer ohne Vizeweltmeister bei den Weltmeisterschaften wurde. Im September gingen die vier auch noch bei der U23-Europameisterschaft an den Start, wo er seinen Titel im Vierer ohne Steuermann erfolgreich verteidigen konnte. Nachdem 2020 alle internationalen Weltcup Regatten und die Weltmeisterschaften abgesagt worden waren, startete er im Vierer ohne bei den U23-Europameisterschaften. Gemeinsam mit Florin Arteni-Fintinariu, Mugurel Vasile Semciuc und Cosmin Pascari konnte er in Duisburg den Titel gewinnen. Für die anschließenden Europameisterschaften rückte Mihăiță-Vasile Țigănescu wieder für Florin Arteni-Fintinariu in den Vierer ohne Steuermann. Bei den Vizeweltmeistern lief es bei diesem Wettbewerb allerdings überhaupt nicht. Sie verpassten die Qualifikation für das A-Finale deutlich und konnten auch im B-Finale nur als fünfte über die Ziellinie fahren, so dass sie am Ende Platz 11 belegten. Im Jahr 2021 traten die vier wieder im Vierer ohne bei der Europameisterschaft an. Dieses Mal präsentierten sie sich wieder in der Form von 2019 und konnten hinter dem Boot aus Großbritannien die Silbermedaille gewinnen. Bei den Olympischen Spielen in Tokio siegte der australische Vierer, die Rumänen belegten den zweiten Platz mit 0,37 Sekunden Rückstand.
2022 bei den Europameisterschaften in München ruderte der rumänische Vierer mit Mihăiță Țigănescu, Mugurel Semciuc, Ștefan Berariu und Florin-Sorin Lehaci auf den dritten Platz hinter den Briten und den Niederländern. Bei den Weltmeisterschaften in Račice u Štětí wurde Berariu mit dem Vierer Vierter, hatte allerdings sechs Sekunden Rückstand auf die Drittplatzierten. 2023 erreichte Berariu bei den Europameisterschaften in Bled den vierten Platz im Vierer. Mit dem Achter gewann er die Silbermedaille mit 0,05 Sekunden Rückstand auf die Briten. Bei den Weltmeisterschaften in Belgrad wurde er Vierter mit dem Achter. Bei den Europameisterschaften 2024 in Szeged gewann Berariu Bronze mit dem Achter. Im Vierer ohne Steuermann wurden Andrei Mândrilă, Mugurel Semciuc, Ștefan Berariu und Ciprian Tudosă Vierte mit fast zwei Sekunden Rückstand auf die Medaillenränge. Drei Monate später bei der Olympiaregatta in Paris bildeten Ștefan Berariu, Sergiu Bejan, Andrei Mândrilă und Ciprian Tudosă den Vierer, der im Finale als fünftes Boot die Ziellinie erreichte.

## Internationale Erfolge
- 2016: Silbermedaille Junioren-Europameisterschaften im Vierer ohne Steuermann
- 2016: Goldmedaille Junioren-Weltmeisterschaften im Vierer ohne
- 2017: Goldmedaille Junioren-Europameisterschaften im Zweier ohne Steuermann
- 2017: Silbermedaille Junioren-Weltmeisterschaften im Zweier ohne
- 2017: Goldmedaille U23-Europameisterschaften im Vierer mit Steuermann
- 2018: Goldmedaille U23-Weltmeisterschaften im Vierer ohne
- 2018: Goldmedaille Europameisterschaften im Vierer ohne
- 2018: 5. Platz Weltmeisterschaften im Vierer ohne
- 2018: Goldmedaille U23-Europameisterschaften im Vierer ohne
- 2019: 9. Platz Europameisterschaften im Vierer ohne
- 2019: Silbermedaille Weltmeisterschaften im Vierer ohne
- 2019: Goldmedaille U23-Europameisterschaften im Vierer ohne
- 2020: Goldmedaille U23-Europameisterschaften im Vierer ohne
- 2020: 11. Platz Europameisterschaften im Vierer ohne
- 2021: Silbermedaille Europameisterschaften im Vierer ohne
- 2021: Silbermedaille Olympische Spiele 2020 im Vierer ohne
- 2022: Bronzemedaille Europameisterschaften im Vierer ohne
- 2022: 6. Platz Weltmeisterschaften im Achter
- 2022: 4. Platz Weltmeisterschaften im Vierer ohne
- 2023: Silbermedaille Europameisterschaften im Achter
- 2023: 4. Platz Europameisterschaften im Vierer ohne
- 2023: 4. Platz Weltmeisterschaften im Achter
- 2023: 7. Platz Weltmeisterschaften im Vierer ohne
- 2024: Bronzemedaille Europameisterschaften im Achter
- 2024: 4. Platz Europameisterschaften im Vierer ohne
- 2024: 5. Platz Olympische Spiele im Vierer ohne